# Hausruckviertel

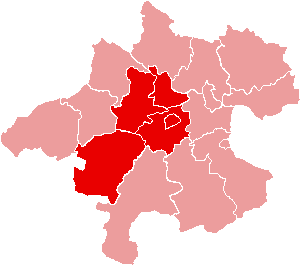

Het Hausruckviertel (Duits voor het  Hausruck-kwartier of -district) is een Oostenrijks gebied in  Opper-Oostenrijk. Het gebied is een van de vier  "kwartieren" van Opper-Oostenrijk. De andere zijn het Traunviertel, het Mühlviertel en het  Innviertel. Het  Hausruckviertel is genoemd naar de heuvelrug, de  Hausruck, die doorheen de streek loopt.
Belangrijkste steden in het Hausruckviertel zijn Wels, Eferding, Grieskirchen en Vöcklabruck.